# Rosa Apaza
Rosa Apaza (Rosa Apaza Ramírez; * 1. März 1980 in Oruro) ist eine ehemalige bolivianische Langstreckenläuferin.
2001 gewann sie bei den Südamerikameisterschaften in Manaus und bei den Juegos Bolivarianos jeweils Silber über 10.000 Meter. Bei den Panamerikanischen Spielen 2003 in Santo Domingo wurde sie Siebte über 5000 Meter.
Bei den Crosslauf-Weltmeisterschaften belegte sie auf der Langstrecke 2004 in Brüssel den 86. Platz und 2006 in Fukuoka den 78. Platz.
2006 gewann sie bei den Südamerikameisterschaften in Tunja jeweils Bronze über 5000 und 10.000 Meter.

## Persönliche Bestzeiten
- 3000 m: 9:33,7 min, 2006
- 5000 m: 16:38,8 min, 2001
- 10.000 m: 35:16,7 min, 2001